# Stanislava Čarapina Ćulanić
Stanislava Čarapina Ćulanić ( Ćavarov Stan, Tomislavgrad, 25. svibnja 1930. – Slavonski Brod, 2003.) je hrvatska i bosanskohercegovačka pjesnikinja, novinarka i pripovjedačica za djecu.

## Životopis
Više godina radila u prosvjeti, a bavila se i novinarstvom. Živjela je u Slavonskom Brodu, svome drugom zavičaju.

## Djela
- "Kuća djedova" (pjesme za djecu, 1985.)
- "Dugouško i šumska družina" (pjesme za djecu, 1986.)
- "Za djecu koja rastu" (pjesme za djecu, 1986.)
- "Plavi grad-Maštegrad" (pjesme za djecu, 1987.)
- "Ima jedno đače" (pjesme za djecu, 1988.)
- "Majčini poljupci" (zbirka pripovijedaka za djecu, 1990.)
- "Radujem ti se voljena zemljo" (zbirka pjesama za djecu, 1992.)
- "Zagonetke dopunjalke" (zbirka pjesama za djecu, 1992.)
- "Plačite oči moje" (?)
- "Moj Slavonski Brode" (?)
- "Ovdje se sunce ponovno rađa" (pripovijetke, 1994.)
- "Utorkom uvečer" (?)
- "Božićnice i uskrsnice" (?)
- "Brojalice" (?),
- "Od mraka do svjetla" (1997.)
- "Uzdarje" (pjesme, 1998.)
- "U progonstvu" (1999.)

## Vanjske poveznice
- Tri pjesme  Arhivirana inačica izvorne stranice od 22. lipnja 2008. (Wayback Machine)